# Ladislav Mžyk
Ladislav Mžyk (15. září 1944 – 6. září 2008), uváděný také jako Ladislav Mžik, byl český fotbalista, který nastupoval jako záložník nebo útočník.

## Hráčská kariéra
V československé lize odehrál za ostravský Baník jedno celé utkání, aniž by skóroval. Hrál převážně v B-mužstvu Baníku ve druhé a třetí lize. V sezoně 1970/71 pomohl Orlové k vítězství v Severomoravském župním přeboru a historickému postupu do divize v ročníku 1971/72. V sezoně 1971/72 byl hráčem Železáren a drátoven Bohumín, s nimiž vybojoval historicky první postup do II. ligy (1972/73).

### Prvoligová bilance
| Ročník             | Zápasy | Góly | Minuty | Klub             |
| ------------------ | ------ | ---- | ------ | ---------------- |
| I. liga 1969/70    | 1      | 0    | 90     | TJ Baník Ostrava |
| CELKEM I. ČS. LIGA | 1      | 0    | 90     |                  |